# Triplophysa bombifrons
Triplophysa bombifrons és una espècie de peix de la família dels balitòrids i de l'ordre dels cipriniformes. Els mascles poden assolir els 12,7 cm de longitud total. Es troba al riu Tarim (Xina).